# SIX アメリカ海軍特殊部隊
『SIX アメリカ海軍特殊部隊』、(SIX) は、2017年制作のアメリカ合衆国のアクション・テレビドラマシリーズ。映画、ネイビーシールズ: チーム6とは異なる。

## 概要
アメリカ海軍のDEVGRUをモデルとした隊員の作戦の活躍と私生活に奮闘する日々を描く。

## あらすじ

### シーズン1
アフガニスタンでの任務中の殺害が原因で退役したネイビーシールズ元隊長のリップ・タガートはナイジェリアで傭兵をしていたが、
学校で過激派ボコ・ハラムに教師と生徒と一緒に拉致される。
リップの過去が知られ、人質とされ酷い仕打ちを受ける。
残された隊員が救助へ向かう。
アフガニスタンで弟をリップに殺された恨みを持つテロ組織のマイケルがリップ達が囚われている拠点に現れるのであった。

### シーズン2
リップがマイケルにネット経由で指示されたアメリカの少女に銃撃される。CIAの捜査により事件の背後関係が判明し隊員が反撃の作戦を展開する。

## 登場人物

### メイン
- ジョン・''ベア''・グレイヴス
  - 演 - バリー・スローン
  - ネイビーシールズ隊長。

- リチャード・"リップ"・タガード
  - 演 - ウォルトン・ゴギンズ　(S2はリカーリング)
  - 元ネイビーシールズ隊長。
  - アフガニスタンの件でチームを去り、ナイジェリアで傭兵として警護中にボコハラムに誘拐される。

- アレックス・コールダー
  - 演 - カイル・シュミッド
  - ネイビーシールズ隊員。
  - 軟派な色男だが、リップのアフガニスタンでの一件を告発した。離婚した妻との間に娘がいる。

- リッキー・"ブッダ"・オーティス
  - 演 - フアン・パブロ・ラバ
  - ネイビーシールズ隊員。
  - 妻と息子、娘がいる。

- アーミン・"フィッシュバイト"・カーン
  - 演 - ジェイレン・ムーア
  - ネイビーシールズ隊員。
  - イスラム教徒。

- ロバート・チェイス
  - 演 - エドウィン・ホッジ
  - ネイビーシールズ隊員。
  - 名門法科大学卒のインテリ。

- トレバー・ウォズニアック
  - 演 - エリック・ラディン (S2)
  - ネイビーシールズ隊員。
  - 若干皮肉屋な一面を持つ。

### テロリスト
- マイケル・ナスリー
  - 演 - ドミニク・アダムス
  - テロリスト。弟をリップに殺害されてリップを恨んでいる。

- タメリン・シショーニ
  - 演 - ニコライ・ニコラエフ (S2)
  - チェチェン人のテロ指導者で、通称「王子」。元CIAの協力者。

### その他
- ジーナ・クライン
  - 演 - オリヴィア・マン
  - CIAの職員。「王子」を追跡する。